# Misetus hispanator
Misetus hispanator là một loài tò vò trong họ Ichneumonidae.